# Condensin
Condensines são múltiplas subunidades de proteínas complexas que desempenham um papel fundamental na organização estrutural e funcional dos cromossomas nos três domínios da vida, (archaea, bactérias e eucariotas)

A maioria das espécies eucarióticas possuem dois tipos diferentes de complexos condensines, conhecidos como condensines I e II, que desempenham funções que se sobrepõem e não são sujeitas a regulação diferencial durante a mitose e meiose. Estudos revelaram que os dois complexos de contribuem para uma grande variedade de funções da interfase do cromossoma , tais como a regulação de genes, recombinação e reparação.